# USS Walter S. Brown (DE-258)
USS Walter S. Brown (DE-258)  là một tàu hộ tống khu trục lớp Evarts được Hải quân Hoa Kỳ chế tạo trong Chiến tranh Thế giới thứ hai. Nó là chiếc tàu chiến duy nhất của Hải quân Mỹ được đặt theo tên Hạ sĩ quan Walter Scott Brown (1916-1941), nhân viên kỹ thuật không lực Liên đội Tuần tra VP-24 thuộc căn cứ vịnh Kaneohe, Oahu, đã tử trận trong vụ tấn công Trân Châu Cảng vào ngày 7 tháng 12, 1941. Nó đã phục vụ cho đến khi chiến tranh kết thúc, xuất biên chế vào ngày 4 tháng 10, 1945 và xóa đăng bạ vào ngày 24 tháng 10, 1945. Con tàu bị bán để tháo dỡ vào năm 1946. Walter S. Brown được tặng thưởng một Ngôi sao Chiến trận do thành tích phục vụ trong Thế Chiến II.

## Thiết kế và chế tạo
Những chiếc thuộc lớp tàu khu trục Evarts có chiều dài chung 289 ft 5 in (88,21 m), mạn tàu rộng 35 ft 1 in (10,69 m) và độ sâu mớn nước khi đầy tải là 8 ft 3 in (2,51 m). Chúng có trọng lượng choán nước tiêu chuẩn 1.140 tấn Anh (1.160 t); và lên đến 1.430 tấn Anh (1.450 t) khi đầy tải. Hệ thống động lực bao gồm bốn động cơ diesel General Motors Kiểu 16-278A nối với bốn máy phát điện để vận hành hai trục chân vịt; công suất 6.000 hp (4.500 kW) cho phép đạt được tốc độ tối đa 21 kn (24 mph; 39 km/h), và có dự trữ hành trình 4.150 nmi (4.780 mi; 7.690 km) khi di chuyển ở vận tốc đường trường 12 kn (14 mph; 22 km/h).
Vũ khí trang bị bao gồm ba pháo 3 in (76 mm)/50 cal trên tháp pháo nòng đơn có thể đối hạm hoặc phòng không, một khẩu đội 1,1 inch/75 caliber bốn nòng và chín pháo phòng không Oerlikon 20 mm. Vũ khí chống ngầm bao gồm một dàn súng cối chống tàu ngầm Hedgehog Mk. 10 (có 24 nòng và mang theo 144 quả đạn); hai đường ray Mk. 9 và tám máy phóng K3 Mk. 6 để thả mìn sâu.
Walter S. Brown được đặt lườn tại Xưởng hải quân Boston ở Boston, Massachusetts vào ngày 10 tháng 1, 1943. Nó được hạ thủy vào ngày 22 tháng 2, 1943; được đỡ đầu bởi bà Garth Thomas, và nhập biên chế vào ngày 25 tháng 6, 1943 dưới quyền chỉ huy của Hạm trưởng, Thiếu tá Hải quân W. L. Harmon.

## Lịch sử hoạt động
Sau khi hoàn tất việc chạy thử máy huấn luyện tại Casco Bay, Maine, Walter S. Brown gia nhập Đội hộ tống 5 và bắt đầu làm nhiệm vụ hộ tống các đoàn tàu vận tải vượt Đại Tây Dương đến Gibraltar và các cảng Bắc Phi. Cho đến mùa Xuân năm 1944, nó đã hoàn tất bốn chuyến đi khứ hồi như vậy, xen kẻ với những giai đoạn được bảo trì và huấn luyện ôn tập.
Vào ngày 20 tháng 4, 1944, Walter S. Brown đi đến Hampton Roads, Virginia để gia nhập Đoàn tàu UGS-40, rồi lên đường ba ngày sau đó để hướng sang khu vực Địa Trung Hải. Đoàn tàu này, bao gồm khoảng 65 tàu buôn, được bảo vệ bởi một lực lượng do tàu cutter USCGC Campbell (WPG-32) của lực lượng Tuần duyên Hoa Kỳ dẫn đầu, bao gồm ba tàu khu trục thế hệ cũ "bốn ống khói", sáu tàu hộ tống khu trục thuộc Đội hộ tống 5 và hai tàu hộ tống khu trục Pháp. Do đã rút kinh nghiệm từ những lần các đoàn tàu vận tải bị Không quân Đức tấn công tại khu vực Tây Địa Trung Hải, Đoàn tàu UGS-40 được lên một kế hoạch bảo vệ phòng không chặt chẻ, dưới sự chỉ huy của Trung tá Hải quân Jesse Clyburn Sowell bên trên soái hạm Campbell. Họ chuẩn bị để đối phó với những đợt không kích quy mô lớn, đối đầu với máy bay Đức mang theo nhiều loại vũ khí khác nhau bao gồm bom, ngư lôi và kể cả bom lượn điều khiển bằng vô tuyến.
Khi đi đến ngoài khơi Gibraltar, thành phần hộ tống của đoàn tàu được tăng cường thêm tàu tuần dương phòng không Anh HMS Caledon, các tàu khu trục Benson (DD-421) và USS Wilhoite (DE-397), cùng một tàu kéo Anh và hai tàu quét mìn Hoa Kỳ mang theo những thiết bị gây nhiễu radar đặc biệt để đối phó với bom lượn điều khiển đối phương. Đoàn tàu băng qua eo biển vào ngày 9 tháng 5 mà không gặp sự cố gì, những máy bay trinh sát Đức bắt đầu theo dõi đoàn tàu. Trong những giờ tiếp theo, mười phi vụ tiêm kích đánh chặn xuất phát từ căn cứ trên đất liền được tung ra, bao gồm những máy bay tiêm kích hạng nặng Bristol Beaufighter trang bị radar của Anh, nhưng không đánh đuổi những máy bay trình sát đối phương đang theo dõi đoàn tàu.
Được các trạm radar bố trí trên đất liền cảnh báo, các tàu hộ tống chuyển sang mức báo động tác chiến lúc 13 giờ 16 phút ngày 11 tháng 5; lúc này Walter S. Brown đang ở vị trí phía mũi bên mạn phải của đoàn tàu vận tải, cách trung tâm 6.000 yd (5.000 m). Từ soái hạm Campbell, Trung tá yêu cầu các tàu hộ tống thận trọng và cảnh báo rằng đoàn tàu có thể bị tấn công khi trời tối. Đến 20 giờ 25 phút, màn hình radar ghi nhận máy bay đối phương đang tiếp cận, và bố trí đội hình bảo vệ thành tám hàng dọc cách nhau 1.000 yd (1.000 m) để thoải mái cơ động. Khi Đoàn tàu UGS-40 bước vào báo động tác chiến lúc 20 giờ 43 phút, các chiếc Dobler (DE-48) và Ellis (DD-154) chiếm lấy vị trí bên mạn của Walter S. Brown. Khi máy bay đối phương đến vị trí cách 70 mi (110 km) về phía Bắc mũi Corbelin, Đoàn tàu UGS-40 đổi hướng đi sang phía Đông và băng ngang qua mũi Bengut. Mười một phút sau đó, Walter S. Brown được lệnh bắt đầu thả màn khói ngụy trang.
Một lực lượng máy bay ném bom đối phương hổn hợp, bao gồm các kiểu Junkers Ju 88, Heinkel He 111 và Dornier Do 217, tiếp cận từ phía đuôi đoàn tàu và tách ra thành nhiều nhóm để tấn công từ nhiều hướng. Tám phút sau khi nhìn thấy bằng mắt thường, máy bay Đức bắt đầu xuất hiện trong phạm vi trách nhiệm phòng thủ của Walter S. Brown. Nó xoay các khẩu pháo hướng về hai máy bay đang tiếp cận, nhưng đối thủ lại chuyển hướng và bay ra khỏi tầm bắn. Hai chiếc khác lại xuất hiện, và con tàu khai hỏa với các khẩu đội 20-millimeter và 3-inch phía trước, bắn trúng cả hai mục tiêu. Một máy bay cố gắng vọt lên để thoát đi nhưng cuối cùng đối phương bị rơi xuống biển sau đuôi tàu.
Chỉ vài giâu sau đó, một máy bay thứ năm bay nhanh băng qua mũi tàu từ mạn phải và đi sang mạn trái tàu; đối phương bị hỏa lực phòng không 20-millimeter và 1,1 inch (28 mm) của Walter S. Brown và Dobler bắn rơi. Hầu như ngay lập tức sau đó, một máy bay đối phương đơn độc xuất hiện phía trước mũi tàu, chuẩn bị thả ngư lôi nhắm vào các tàu hộ tống. Các khẩu đội phòng không phía mũi tàu đã kịp thời nổ súng, răn đe được đối thủ đổi hướng bỏ đi trước khi nó kịp phóng ra quả ngư lôi.
Không có tàu nào bị hư hại sau đợt tấn công. Sau khi đối đầu với sáu máy bay đối phương trong trận chiến ngắn ngủi chỉ kéo dài bảy phút, Walter S. Brown lùi lại phía sau đội hình đoàn tàu vận tải lúc 21 giờ 53 phút, cùng với tàu chị em Evarts (DE-5), tàu kéo Anh Hengist và tàu hộ tống ven biển Pháp Cimieterre tìm kiếm những trường hợp bị thương vong, rồi gia nhận trở lại cùng đoàn tàu sau khi không phát hiện bất cứ tàu bè nào bị rơi rớt lại.
Trong thời gian còn lại của cuộc chiến tại Châu Âu, Walter S. Brown tiếp tục các chuyến hộ tống vận tải khứ hồi vượt Đại Tây Dương từ các cảng vùng bờ Đông Hoa Kỳ sang các cảng Bắc Phi. Sang mùa Hè năm 1945, nó phục vụ cho việc huấn luyện tàu ngầm tại vùng biển ngoài khơi Đông Bắc Hoa Kỳ. Con tàu được cho xuất biên chế tại Xưởng hải quân New York vào ngày 4 tháng 10, 1945; và tên nó được cho rút khỏi danh sách Đăng bạ Hải quân vào ngày 24 tháng 10, 1945. Công việc tháo dỡ tại Xưởng hải quân New York hoàn tất vào ngày 12 tháng 7, 1946.

## Phần thưởng[2]
|  |             |  |
|  | Bronze star |  |

| Dãi băng Hoạt động Tác chiến (truy tặng) |                                                                              |                                                                              |                                      |
| Huân chương Chiến dịch Hoa Kỳ            | Huân chương Chiến dịch Châu Âu-Châu Phi-Trung Đông với 1 Ngôi sao Chiến trận | Huân chương Chiến dịch Châu Âu-Châu Phi-Trung Đông với 1 Ngôi sao Chiến trận | Huân chương Chiến thắng Thế Chiến II |